# Zezé Motta
 (mai 2020).
Si vous disposez d'ouvrages ou d'articles de référence ou si vous connaissez des sites web de qualité traitant du thème abordé ici, merci de compléter l'article en donnant les références utiles à sa vérifiabilité et en les liant à la section « Notes et références ».
Zezé Motta, née le 27 juin 1944, est une chanteuse et actrice brésilienne.

## Discographie
- Gerson Conrad & Zezé Motta (1975) LP/CD
- Zezé Motta (Prazer, Zezé) (1978) LP/CD
- Negritude (1979) LP/CD
- Dengo (1980) LP/CD
- O Nosso Amor / Três Travestis (1982)
- Frágil Força (1984) LP
- Quarteto Negro (con Paulo Moura, Djalma Correia e Jorge Degas, 1987) LP/CD
- La Femme Enchantée (1987) DVD
- A Chave dos Segredos (1995) CD
- Divina Saudade (2000) CD
- E-Collection Sucessos + Raridades (2001) 2 CDS
- Negra Melodia (2011) CD
- O Samba Mandou Me Chamar (2018) CD

## Film
- Xica da Silva, de Carlos Diegues : rôle-titre.